# Jiří Jelínek (basketbalista)
Jiří Jelínek (* 27. března 1987 Vysoké Mýto) je český basketbalista hrající Národní basketbalovou ligu za tým BK Synthesia Pardubice. Hraje na pozici pivota.
Je vysoký 202 cm, váží 102 kg.

## Kariéra
- 2004 – 2007: BK Synthesia Pardubice (do roku 2006 se střídavým startem za B tým v nižší soutěži)

## Statistiky
| Sezóna   | Soutěž      | Odehrané minuty | Průměr na zápas | Body | Průměr na zápas |
| -------- | ----------- | --------------- | --------------- | ---- | --------------- |
| 2004/05  | Mattoni NBL | 87,9            | 8,8             | 14   | 1,4             |
| 2004/05  | extraliga   | 98,1            | 32,7            | 73   | 24,3            |
| 2005/06  | Mattoni NBL | 626,8           | 17,9            | 203  | 5,8             |
| 2006/07* | Mattoni NBL | 351,4           | 18,5            | 86   | 4,5             |

* Rozehraná sezóna - údaje k 20. 1. 2007